# Teodor Rożankowski (grafik)
Teodor Stiepanowicz Rożankowski (spotykana jest też pisownia „Różankowski”), właśc. Фёдор Степанович Рожанковский, ps. „Rojan” (ur. 24 grudnia 1891 w Mitawie, zmarł 12 października 1970 w Bronxville) – rosyjski grafik, ilustrator książek i czasopism.

## Życiorys
Urodził się 24 grudnia 1891 w kurlandzkiej Mitawie (obecnie Jełgawa na Łotwie). Jego ojciec był dyrektorem szkoły. W 1912 rozpoczął naukę w Moskiewskiej Szkole Malarstwa, Rzeźby i Architektury, którą opuścił dwa lata później, żeby służyć jako oficer piechoty w armii rosyjskiej w czasie I wojny światowej. Razem ze swoim pułkiem przeszedł Rumunię, Prusy, Austrię i Polskę. Po wojnie wrócił do rodziny na Ukrainę. W późniejszym czasie panujący na sowieckiej Ukrainie wielki głód doprowadził do śmierci jego matkę i braci. Wcześniej jednak, bo w 1919 został wcielony do Białej Armii i wkrótce trafił do niewoli w Polsce. Po zakończeniu wojny polsko-bolszewickiej pozostał w Rzeczypospolitej. Podjął pracę w lwowskim Wydawnictwie Rudolfa Wegnera, dla którego wykonywał projekty okładek i ilustracje do książek. W 1920 wydawnictwo przeniosło się do Poznania, a on razem z nim.
Pracując w Polsce, podjął także współpracę z wydawnictwami prasowymi. Został ilustratorem m.in. pisma „Pani”. Niemal wyłącznie zajmował się grafiką użytkową. Stworzył serię 17. akwareli przedstawiających najurokliwsze miejsca starówki toruńskiej, które w 1924 zostały wydane przez Polskie Towarzystwo Księgarni Kolejowych „Ruch” jako seria pocztówek. Zachowały się również pocztówki z jego akwarelami, ukazującymi inne polskie miasta – Grudziądz i Poznań. Poza pocztówkami rysował też karykatury i projektował plakaty.
Rezultaty zawartego w 1922 układu w Rapallo i uznanie przez państwa zachodnie Związku Radzieckiego sprawiły, że dla carskiego oficera powrót do ojczyzny stał się niemożliwy. W 1925 wyjechał do Paryża, gdzie kontynuował pracę ilustratora dla wielu różnych wydawnictw. II wojna światowa zastała go we Francji, skąd w październiku 1940 wyemigrował do Stanów Zjednoczonych. Później przyjął amerykańskie obywatelstwo.
W latach 1950–1953 opublikował pod własnym nazwiskiem trzytomowe dzieło The Great Big Animal Book. Inne wydawnictwo, w którym miał pierwszorzędny udział, napisana przez Johna Langstaffa – na podstawie piosenki ludowej – książka Frog Went A-Courtin otrzymała za jego ilustracje Medal Caldecotta, przyznawany przez Związek Bibliotek Amerykańskich. Mimo sukcesów i owocnej kariery za oceanem, zachował sentyment do kraju rodzinnego i w latach 60. kilkukrotnie odwiedzał Związek Radziecki.
Zmarł 12 października 1970 w Bronxville, w stanie Nowy Jork.